# Paolo Tabanelli
Paolo Tabanelli (Faenza, 16 agosto 1915 – Genova, 20 ottobre 2000) è stato un calciatore e allenatore di calcio italiano.

## Carriera

### Giocatore
Centrocampista spesso utilizzato anche come ala, cresce nel Faenza tra i dilettanti per trasferirsi poi al Baracca Lugo. Il passaggio tra i professionisti avviene con il trasferimento all'Udinese, in serie C, con cui ottiene una promozione in Serie B.
Debutta in Serie A con l'Atalanta, con cui disputa tre campionati prima dell'avvento della seconda guerra mondiale. Durante gli eventi bellici disputa nel 1944 il torneo di guerra con il Faenza, per poi tornare al termine del conflitto all'Atalanta.
Dopo altre tre stagioni in neroazzurro (per un totale di 138 presenze), si trasferisce ancora al Baracca Lugo, in serie C, dove conclude la carriera.
In carriera ha totalizzato complessivamente 119 presenze e 5 reti nella Serie A a girone unico e 28 presenze e 11 reti in Serie B.

### Allenatore

Tabanelli allenatore del Bari nel 1959.

Allenatore dotato di carattere introverso e grande conoscitore di calcio, comincia ad allenare nelle categorie inferiori, sedendosi sulle panchine di Baracca Lugo, Vita Nova e Parma, tutte in Serie C.
Il salto di qualità avviene con il passaggio alla Sampdoria, in Serie A, società che allena per tre stagioni, dal 1953-1954 al 1955-1956, affiancato dall'ottava giornata dell'anno calcistico 1954-1955 da Lajos Czeizler, con risultati soddisfacenti per la piazza doriana (8º posto nel 1954, 9º nel 1955 e 6º nel 1956).
Nel massimo campionato allena anche SPAL e Bari, per poi passare all'Atalanta, con la quale vince la Coppa Italia nella stagione 1962-1963.
Negli anni successivi si alterna sulle panchine di Bari, Atalanta e Genoa, per concludere la carriera nell'Udinese, in Serie C.
Tornato alla Sampdoria come osservatore, nella stagione 1972-1973 viene coinvolto nel cosiddetto giallo di Alzano, per aver offerto un premio a vincere a dei giocatori atalantini, impegnati nell'ultima giornata contro il Lanerossi Vicenza, concorrente dei blucerchiati nella lotta per la salvezza, fatto che costa alla Sampdoria una penalizzazione di tre punti da scontare nella stagione successiva e allo stesso Tabanelli tre anni di squalifica.
È tuttora l'unico tecnico ad aver vinto il Derby della Lanterna sia sulla panchina della Sampdoria che su quella del Genoa.

## Palmarès

### Giocatore

#### Competizioni nazionali
- Serie C: 1

Udinese: 1938-1939

### Allenatore

#### Competizioni nazionali
- Coppa Italia: 1

Atalanta: 1962-1963